# Jungle Fight 42
Jungle Fight 42 foi um evento de MMA, ocorrido dia 18 de Agosto de 2012 no Ginásio do Pacaembu São Paulo, São Paulo.

Destaques para as vitórias de Ivan 'Batman' na luta principal Valida para o GP dos leves e de Edmilson Kevin na co-principal.